# Zaz Zuh Zaz
Pour les articles homonymes, voir Zaz.
Clip vidéo
[vidéo] « Zaz Zuh Zaz - Cab Calloway », sur YouTube
Zaz Zuh Zaz est un standard de jazz-scat écrit et composé par Harry White (en) et Cab Calloway, repris et adapté de son tube Minnie the Moocher de 1931. Il l'enregistre avec son Cotton Club big band jazz chez RCA Victor en 1933. 

## Histoire
Cab Calloway devient une star mondiale de jazz avec son tube emblématique Minnie the Moocher de 1931, vendu à plus d'un million d'exemplaires dans le monde, suivi entre autres de The Scat Song de 1932, et de ce titre, puis de The Hi De Ho Man. Ces tubes de scat humoristiques lui valent un important succès auprès de son public durant toute sa longue carrière.  

## Reprises
Ce titre inspire les titres Je suis swing (1938) et Ils sont zazous (1942) de Johnny Hess (partenaire du début de la carrière de Charles Trenet) qui inspire la mode « french-jazz-zazou-parisienne » sous l'occupation de la France par l'Allemagne pendant la Seconde Guerre mondiale,,.